# Stralsund: Der Anschlag
Der Anschlag ist ein deutscher Fernsehfilm von Lars-Gunnar Lotz aus dem Jahr 2015. Es handelt sich um den achten Filmbeitrag der ZDF-Kriminalfilmreihe Stralsund. In den Hauptrollen der Ermittler agieren Katharina Wackernagel, Wanja Mues, Alexander Held und Michael Rotschopf. Die Haupt-Gastrollen sind besetzt mit Peter Lohmeyer, Andreas Leupold, David Korbmann, Markus Tomczyk, Nadja Bobyleva, Golo Euler und Maike Bollow.

## Handlung
Kriminalkommissarin Nina Petersen leidet nach wie vor unter den Ereignissen der Vergangenheit: Tod ihrer Vorgesetzten Susanne Winkler, Verlust ihres Freundes und Kollegen Benjamin Lietz und ihres ungeborenen gemeinsamen Kindes, das nach einer Schussverletzung in den Bauch nicht mehr zu retten war. Sie wird von Alpträumen und Panikattacken heimgesucht und in einem ihrer Träume nach einer wilden Verfolgungsjagd, die an einem geschlossenen Gitter endet, von mehreren Kugeln getroffen. Auch ihrem Kollegen Kriminalhauptkommissar Karl Hidde, der bei einem Einsatz seinen rechten Unterschenkel einbüßte, geht es nicht gut. Seit der Amputation leidet er unter Phantomschmerz und seine Prothese bereitet ihm immer wieder Probleme.
Als im Hinterzimmer der Stralsunder „Vineta Bar“ der Blogger Ludger Simon ermordet aufgefunden wird, ermitteln Petersen, Hidde, ihr Kollege Max Morolf und Gregor Meyer, der Chef der drei, in dem Mordfall. Die „Vineta Bar“ diente einer politisch radikalen Gruppierung von Globalisierungsgegnern als Treffpunkt. Der Ermordete war kein Unbekannter in der Hooligan- und Gewalttäterszene. Als Kopf der Gruppierung gilt Peter Marohn, der Inhaber der Vineta Bar. Als man Marohn befragt, kann er zwar für den Mordzeitpunkt ein Alibi nachweisen, legt es aber trotzdem darauf an in die Psychiatrie eingewiesen zu werden, um sich so weiteren Vernehmungen durch die Polizei entziehen zu können.
Bei Ludger Simon wurden inzwischen Unterlagen über seine Recherchen sichergestellt. Sodann geht die Meldung ein, dass ein Lkw mit einer enormen Menge Ammoniumnitrat, das auch zur Herstellung von Sprengstoff dient, in den Besitz der Rechtsradikalen gelangt ist. Aus Simons Unterlagen geht hervor, dass die Gruppe um Marohn noch in diesem Monat einen Anschlag mit verheerender Wirkung in Stralsund und Umgebung plant. Wo und wann die Aktion durchgeführt werden soll, liegt jedoch nach wie vor im Dunkeln. Hidde erläutert, dass Marohn wohl der Kopf einer verschworenen Gruppe ist, deren Leute alle an denselben Schwachsinn glauben würden: Islamisten wollen uns unterjochen, jeder Ausländer ist ein potentieller Terrorist, die Politik schaut zu, die Lügenpresse hilft mit. Ein weiterer Name taucht auf, der von Lothar von Stendhal, Spitzname „Der Baron“, Großvater in der NSDAP, Vater Neonazi, er selbst aktiv in diversen rechten Splittergruppen und wahrscheinlich Marohns Adjutant. Auf das Konto der Gruppe gehen schlimme Gewalttaten, Fakt ist, da will jemand Angst und Schrecken verbreiten. 
Nina Petersens Vorschlag, sich in die Psychiatrie einweisen zu lassen, um so Kontakt mit Marohn herzustellen und eventuell an Informationen zu kommen, stimmt Meyer mit einem mulmigen Gefühl zu. Nina meint, sie müsse doch nur eine verlorene Seele spielen, die nach Halt suche, das kriege sie schon hin. Einzig Klinikleiter Dr. Steiger wird in den Plan eingeweiht. Nina erzählt Dr. Steiger von den Problemen, die sie tatsächlich hat und von Momenten, in denen sie sich dem Abgrund nahe fühle. Kurz darauf kommt sie mit Marohn ins Gespräch. Spätabends beobachtet Petersen ein seltsames Zusammentreffen zwischen Marohn und Steiger, woraufhin sie Morolf anruft, man solle Steiger mal näher überprüfen. 
Flashbacks bei Nina Petersen führen dazu, dass ihr wiederholt ihre tote Chefin Susanne Winkler begegnet, was ihrer Psyche noch mehr zusetzt. Meyer bittet Nina bei einem Besuch, sich von Steiger fernzuhalten, da es gegen ihn eine Anzeige wegen sexueller Belästigung gegeben habe, und zwar in dem Jahr als Juliane Seibt, die zur rechten Szene gehört, dort Patientin war. Meyer wirft bei einer Besprechung zwischen Hidde, Morolf und ihm in den Raum, warum ein Opfer mit seinem Vergewaltiger gemeinsame Sache mache. Man beschließt, Dr. Steiger zu observieren. Marohn tut Nina nicht zum ersten Mal etwas in den Tee. Als Nina während eines abendlichen Gesprächs, obwohl sie stark geschwächt ist, Dr. Steiger so weit hat, dass er ihr etwas Ungeheuerliches erzählen will, erscheint Marohn in der Tür ihres Zimmers und dringt darauf, dass Steiger sofort mitkomme. Er kann Nina Petersen noch eine Karte zuschieben und versucht, einen versteckten Hinweis zu geben. Dann hört sie, wie die Tür verschlossen wird. Als Petersen nach einiger Zeit wieder zu sich kommt, erzählt Marohn ihr, dass er im Besitz eines Filmes sei, der den Missbrauch an Juliane Seibt dokumentiere. Seitdem fresse ihm Steiger aus der Hand. Nina ist klar, dass Marohn ihre wahre Identität kennt. Süffisant lächelnd hebt er die Bettdecke und zeigt ihr auch den toten Steiger, der an seinen eigenen Tabletten „verreckt“ sei. Im letzten Moment kann Nina von Meyer und einigen Beamten aus den Klauen Marohns befreit werden. 
Zwischen Marohns Helfershelfern Bosco Weber, Torsten Jeschke und Lothar von Stendhal kommt es nicht zum ersten Mal zu Streitigkeiten hinsichtlich der Ausführung des geplanten Anschlags. Morolf findet halb verbrannte Skizzen, aus denen hervorgeht, wo der Anschlag stattfinden soll – an der Rügenbrücke. Nina Petersen ist jedoch der Meinung, dass es noch einen weiteren Ort geben müsse, an dem ein Anschlag geplant ist. Durch den von Steiger gegebenen Hinweis, findet die Kommissarin heraus, dass dieser zeitgleich in der Innenstadt nahe dem Rathaus verübt werden soll. Sie gibt Meyer, der im Auto unterwegs ist, in dem sich auch Marohn befindet, weiter, was sie herausgefunden hat. Morolf, der mithört, gibt durch, dass vermutlich ein Fahrzeug mittlerer Größe mit Sprengstoff auf der Ladefläche in der Innenstadt unterwegs sei, ein solches habe er auf der Skizze nicht richtig zuordnen können. Kurz darauf bricht Hidde auf den Stufen der Brücke mit blutendem Bein zusammen. Morolf sorgt dafür, dass er von Kollegen geborgen und abtransportiert wird. Meyer dreht das Fahrzeug so, dass Weber und Jeschke Marohn sehen können. Jeschke will aufgeben, Weber besteht jedoch darauf, die Sache durchzuziehen. Jeschke schnappt sich das Handy und verlässt das Auto. Auf der Rügenbrücke ist Morolf inzwischen damit beschäftigt, Stendhal daran zu hindern, den Sprengstoff zu zünden, was ihm auch gelingt. 
Nur wenig später verkündet Michael Plath vom LKA, dass es der Kripo Stralsund gelungen sei, schweren Schaden von der Stadt abzuwenden. Die drei überlebenden Mitglieder der Gruppe würden zur Zeit befragt werden. Nach heutigem Erkenntnisstand sei davon auszugehen, dass es sich um eine isolierte, sektenartige Zelle gehandelt habe, von der keine Gefahr mehr ausgehe.

## Produktion

### Produktionsnotizen
Produziert wurde der Film von der Network Movie, Film- und Fernsehproduktion Wolfgang Cimera GmbH & Co. KG, Köln, Herstellungsleitung: Andreas Breyer, Produktionsleitung: Ralph Retzlaff, verantwortlicher ZDF-Redakteur Martin R. Neumann.
Der Anschlag wurde im Zeitraum 9. April bis 12. Mai 2015 in Stralsund und Umgebung sowie auf Rügen und in Hamburg gedreht.

### Privates der Kommissare
Nina Petersen erzählt Dr. Steiger, dass Ben, ihr Freund, sich verirrt habe, beruflich, aber auch menschlich. Er habe wohl gedacht, dass sie ihm nie verzeihen könne, dass sie keine Kinder mehr bekommen könne. Sie habe keine Chance gehabt herauszufinden, ob das so sei. Wenn sie gewusst hätte, was er vor gehabt habe … Dr. Steiger ergänzt: „Ihr Partner hat sich umgebracht, ohne Ankündigung.“ Er denke, Ninas Schwächeanfälle seien ein Symptom ihrer Überforderung. Durch eiserne Kontrolle versuche sie ihre Verlustängste zu kompensieren, sie könne jedoch Tod und Unglück nicht aus ihrem Leben vertreiben, auch so etwas werde immer da sein. Später stellt sich jedoch heraus, dass Lietz keinen Selbstmord begangen hat.

### Veröffentlichung
Der Film wurde am 28. Dezember 2015 zur Hauptsendezeit im ZDF erstausgestrahlt.
Der Film wurde am 22. April 2016 vom Studio Hamburg Enterprises auf DVD veröffentlicht zusammen mit den Folgen 5, 6 und 7.

## Rezeption

### Einschaltquote
Stralsund: Der Anschlag wurde von 3,83 Millionen Zuschauern eingeschaltet, was einem Marktanteil von 11,6 % entspricht.

### Kritik
TV Spielfilm zeigte mit dem Daumen zur Seite, gab für Action einen und für Spannung zwei von drei möglichen Punkten und bemängelte, dass „Nichtkenner“ der Serie „die Gemütslagen der drei Kommissare kaum nachvollziehen“ können. Zwar fessele Fall Nr. 8 der Stralsunder, sehr „originell“ sei es aber nicht, „dass der ‚Staatsfeind‘ einmal mehr ein pathologischer Fall und seine Handlanger nur depperte Mitläufer“ seien. Fazit: „Statt explosiv nur routiniert und zu plakativ.“
Julian Miller von Quotenmeter.de titelte: „Als Thriller ein laues Lüftchen, als Psychodrama viel zu oberflächlich. Die neue Folge der ‚Stralsund‘-Reihe bleibt weit unter ihren Möglichkeiten.“ Dieser ‚Stralsund‘-Folge gelängen „nur wenige treffende (und relevante) Parallelen zu den realen Zuständen“, heißt es abschließend und dass man andere Ansätze hätte weiterverfolgen müssen, statt auf „eher läppische Küchenpsychologie“ zu setzen. Denn dann wäre der Film „mit seinem absolut relevanten Thema auch ein relevanter Film geworden“.
Der Filmdienst hingegen war der Ansicht: „Glaubhaft gespielter (Fernseh-)Krimi mit viel Gespür für eine kluge Spannungsdramaturgie.“
Für die Frankfurter Rundschau befasste sich Judith von Sternburg mit dem Film und meinte, man könne sich „nur wundern, dass das Team des ‚Stralsund‘-Krimis ‚Der Anschlag‘ die Folge überhaupt übersteht“. Es scheine so, als sei die Geschichte von Martin Eigler und Sven Poser „mit Zuneigung zum Personal, aber nicht zu einer halbwegs plausiblen Geschichte geschrieben“ worden. Weiter führte die Journalistin aus, Lars Gunnar Lotz’ Inszenierung sei „routiniert dramatisch“ – und das alles bei einem „höchst brisanten Thema“, denn es sind „sektiererische Rechtsextreme, die – angeführt von Peter Lohmeyer als eiskalte Type – im großen Stil morden wollen“. Die „Schilderung eines tiefsitzend fremdenfeindlichen und überhaupt menschenfeindlichen Milieus geling[e] mit Abstand am besten, vor allem in der Figur der kühlen jungen Mittäterin (Nadja Bobyleva)“. Abschließend befand von Sternburg: „Solche Geschichten gibt es nicht, solche Menschen gibt es zuhauf im Land.“
Roger Tell verfasste eine Kritik für tittelbach.tv, vergab vier von sechs möglichen Sternen und stellte fest, „thematisch“ sei der achte ZDF-Krimi „auf der Höhe der Zeit, inszenatorisch setz[e] er auf Tempo  und Action, ohne die leisen Momente zu vergessen“. Weiter führte Tell aus: „Peter Lohmeyer als charismatischer Anführer einer Terrorgruppe und Katharina Wackernagel als weiterhin traumatisierte, schwer leidende Ermittlerin liefern sich ein kleines Psycho-Duell, doch die weiteren Episodenfiguren bleiben blass und auch das restliche Team neben der Kommissarin haben wenig Raum zur Entfaltung. Gelungene, spannende Krimi-Unterhaltung nach klassischem ‚Die Bombe tickt‘-Muster = gutes Gebrauchsfernsehen!“ Die Kontinuität bei den Drehbüchern zahle sich aus, da die Autoren so ihre „Ermittlerfiguren fortschreiben“ könnten, meinte Tell. Das habe „seinen Reiz“ und mache „weiter neugierig“. Peter Lohmeyer lege seine Rolle als Marohn „wohltuend zurückgenommen an, dosier[e] das Dämonische mit seinem nuancierten Spiel und mit seiner sonoren Stimme“. Doch fehle auch seinem Charakter, wie weiteren Figuren der Folge, „die Tiefe“.
Marcel Kawentel von der Neuen Osnabrücker Zeitung vergab drei von sechs möglichen Sternen und stieß sich daran, dass das „sogenannte horizontale Erzählen“, das inzwischen „auch bei deutschen Krimiformaten in Mode gekommen“ sei, in der neuen ‚Stralsund‘-Folge ‚Der Anschlag‘ genau daran kranke. Der Ausflug in die „schwer belastete Psyche der Heldin“, was mit Vorkommnissen aus früheren ‚Stralsund‘-Folgen zusammenhänge, werfe „der Zweikampfdramaturgie zwischen Terroristen und Ermittlern einen solchen Bremsklotz vor die Füße, dass sich die Geschichte erst im letzten Drittel wieder berappelt“. Treffenderer Titel wäre in diesem Fall ‚Die Anstalt‘ gewesen, statt der ‚Der Anschlag‘; man „verschenk[e] die Chance das brisante Thema Terror von rechts auf spannende Weise  zu erzählen“.